# Грепе (Болоња)
Грепе (итал. Greppe) је насеље у Италији у округу Болоња, региону Емилија-Ромања.
Према процени из 2011. у насељу је живело 35 становника. Насеље се налази на надморској висини од 459 м.